# 日内瓦大学
日内瓦大学（法語：Université de Genève，常缩写为），是瑞士日内瓦州的一所公立研究型大学，由法国神学家约翰·加尔文于1559年创立。日内瓦大学在瑞士高校中规模仅次于苏黎世大学。截止2022年7月，在日内瓦大学的校友、教授及研究人员中，共有13位诺贝尔奖得主以及4位菲尔兹奖得主。

## 历史沿革
1536年5月21日，日内瓦通过宗教改革法令，规定每个市民都有义务送自己的孩子上学。约翰·加尔文于同年来到日内瓦定居，发表《基督教要义》，但于1538年被驱逐出境。加尔文于1541年被召回日内瓦，继续推行宗教改革。日内瓦逐渐成为归正宗的运动中心，被称为“新教的罗马”。
加尔文认为，为了在思想上建立信仰，就必须由受过训练的神学家向民众传教。1541年11月20日，日内瓦市议会通过了加尔文制定的《民事法令》，建立日内瓦共和国，并阐述了建立一所学校的计划。
1559年，加尔文建立了日内瓦学院（拉丁語：Schola Genevensis；法文：Académie de Genève）。作为一所神学院，这里主要教授修辞学、辩证法、希伯来语和古典希腊语。加尔文和泰奥多·德贝兹共同担任神学教授。德贝兹是首位由牧师团选出的校长，主要任务是在校长名册上记录注册学生。他认为，除了加尔文所倡导的宗教灌输之外，还应该让神学教义得到医学和法律的补充。
或许受到乌尔里希·慈运理建立的苏黎世学院的启发，日内瓦学院采用了释经教学法，包括学生和牧师研讨会，阅读和评论宗教文本。日内瓦学院在欧洲宗教改革期间获得广泛声誉。

为了培养牧师和日内瓦共和国的治安官，学院于1565年开始教授法律。1581年，日内瓦国务委员会任命了三名“学者”到学院，日内瓦学院开始了漫长的世俗化进程。

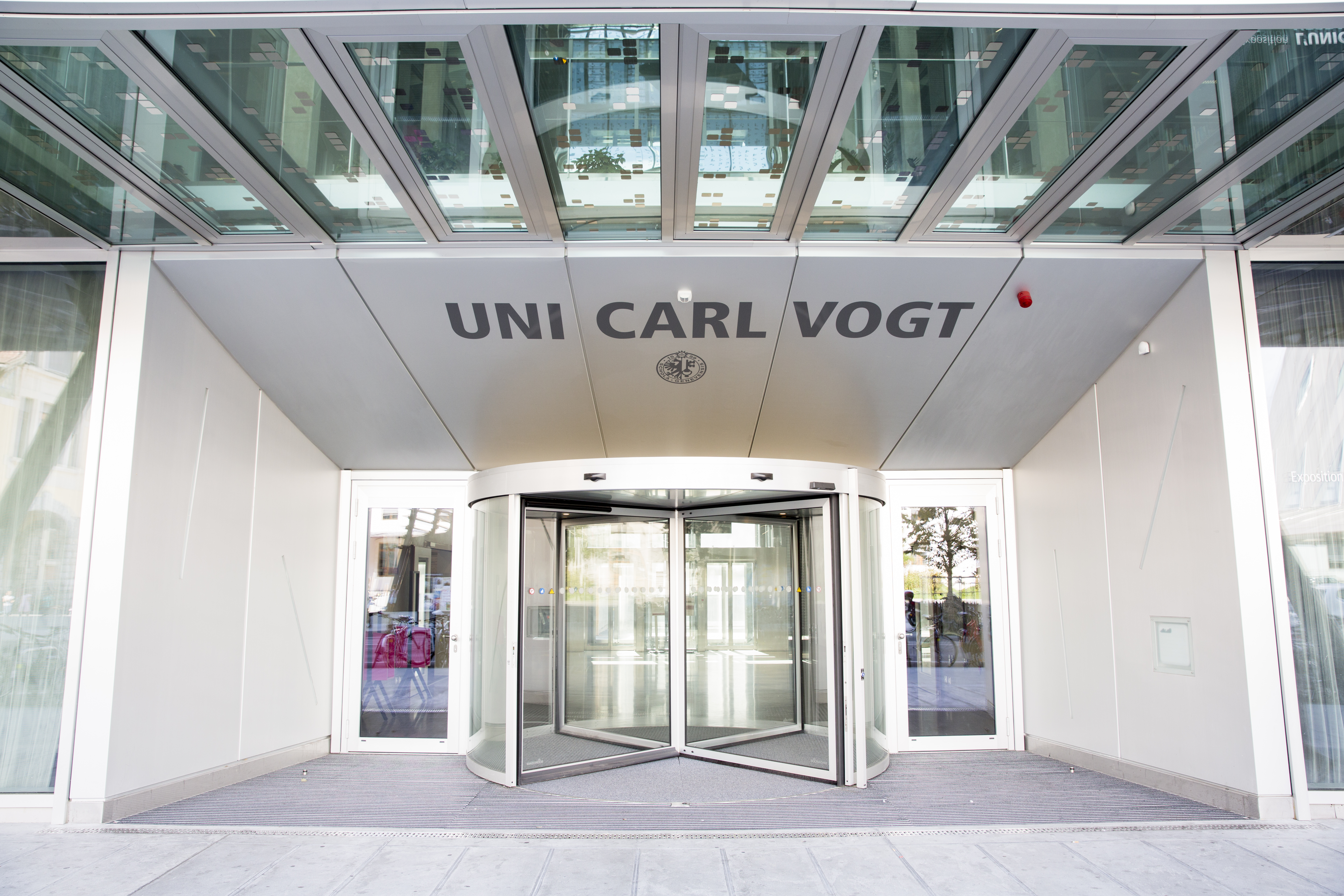
Uni Carl Vogt

直到17世纪，该校一直专注于神学。18世纪启蒙时代，引入了物理学、自然科学、法律和哲学等新学科。

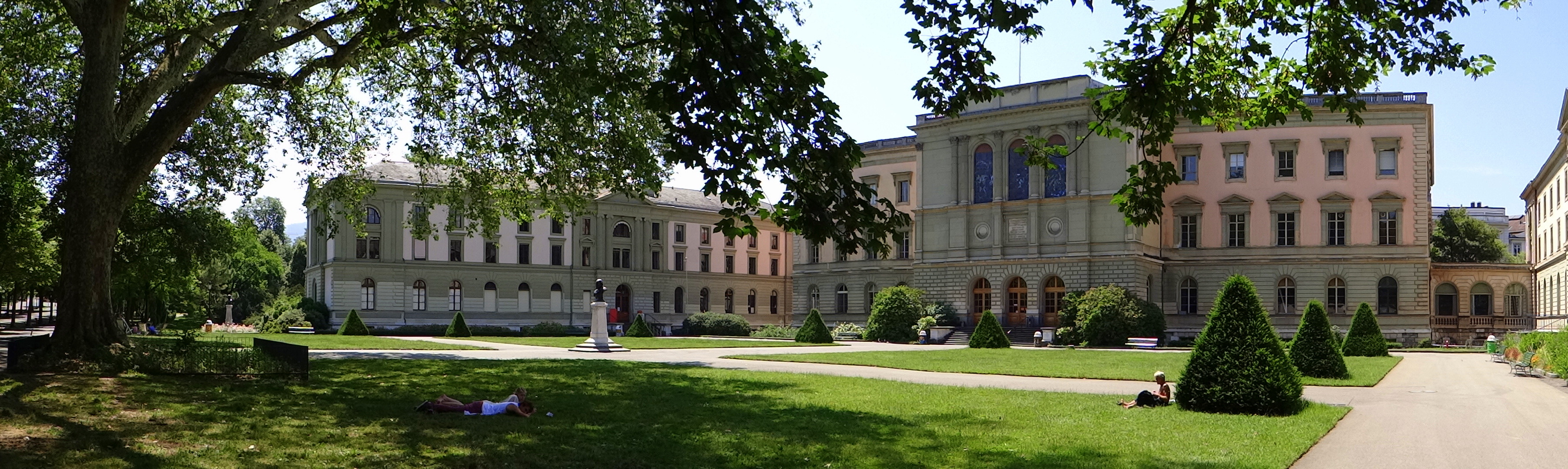
Uni Bastions

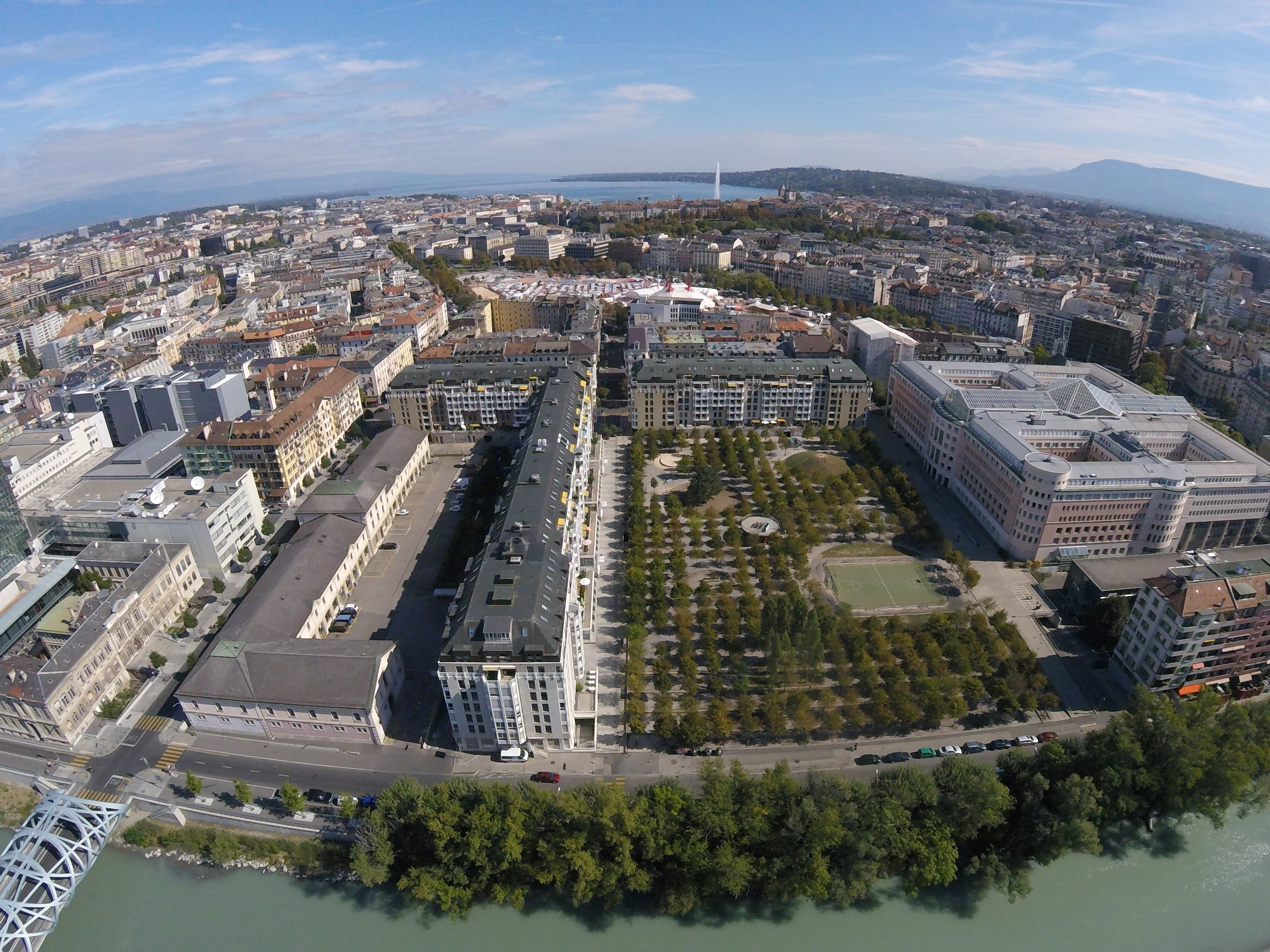
Uni Mail

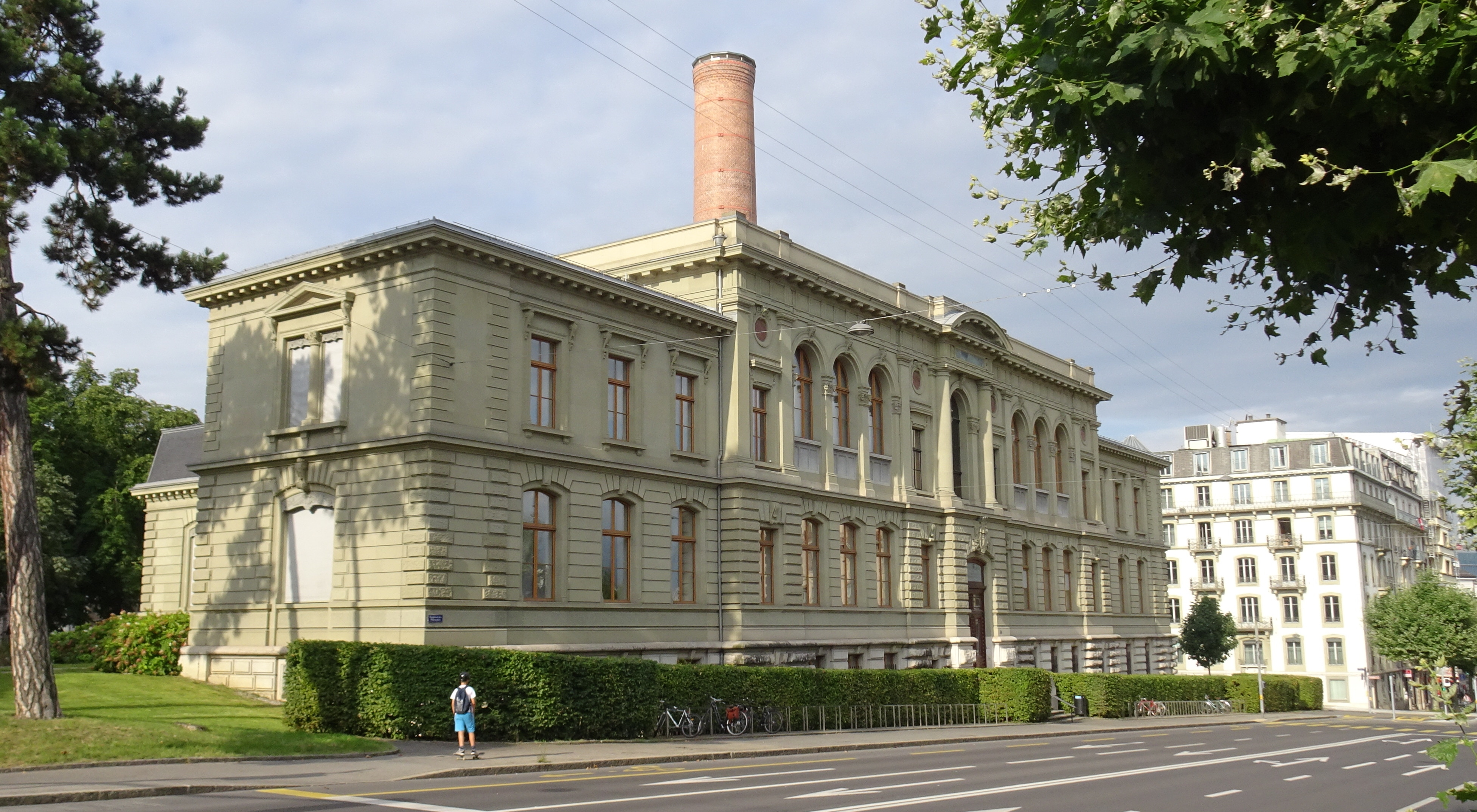
Les Philosophes

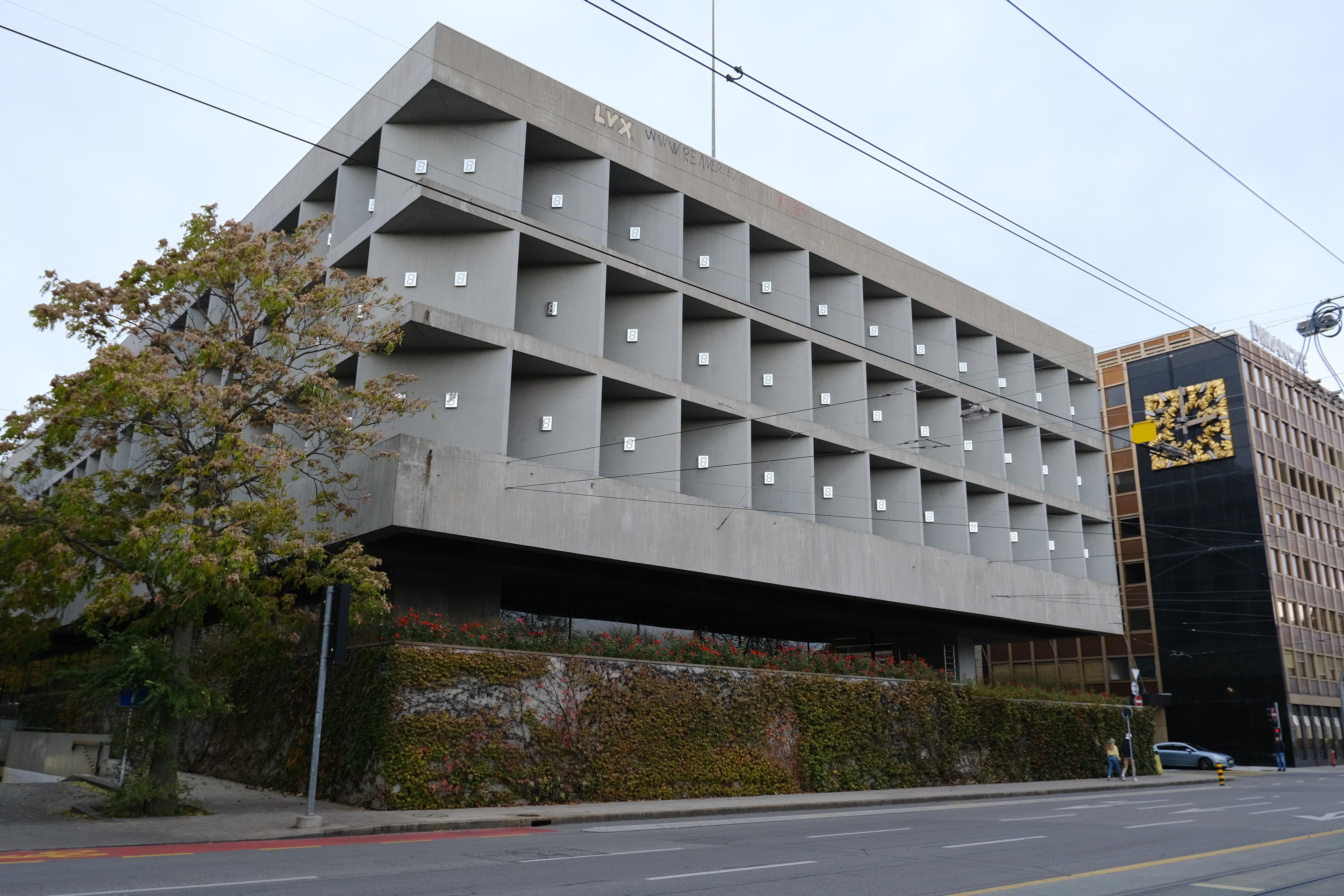
Uni Dufour

1798至1813年法国吞并日内瓦期间，学校改组，引入了学位制度并划分了院系。1873年，该校放弃了宗教信仰，成为世俗大学。建立医学系后，日内瓦学院正式更名为日内瓦大学。
1912年，爱德华·克拉帕雷德创立卢梭学院，旨在将教育理论转化为一门科学，让·皮亚杰接任学院领导。1929年起挂靠日内瓦大学，最终于1975年成为日内瓦大学心理学和教育学院。
1941年，日内瓦口译学校建立，1972年更名为翻译与口译学校，2011年更名为翻译与口译学院。
2005年之前，大学采用法国学位系统，即学位分学士（Licence）、高等深入研究文凭（DEA）和博士（Doctorat）三级。此后，根据《博洛尼亚宣言》精神，大学的学位系统逐步与欧洲各国接轨。
2006年，通过了《道德伦理宪章》。2007年，国际关系高等学院与发展研究高等学院合并为国际关系及发展高等学院。2009年，日内瓦大学庆祝了成立450周年。

## 院系设置

### 学院
- 理学院[17]
- 医学院[18]
- 文学院[19]
- 社会科学院[20]
- 经济管理学院[21]
- 法学院[22]
- 神学院[23]
- 心理学和教育学院[24]
- 翻译与口译学院[25]

### 跨院系中心
- 生物伦理学和人类医学科学跨院系中心
- 儿童权利跨院系中心
- 老年学和弱势研究跨院系中心
- 神经科学跨院系中心
- 情感科学跨院系中心
- 信息中心
- 全球研究所
- 金融学院
- 教育学院
- 基因与基因研究所
- 宗教改革历史研究所
- 环境科学研究所
- 校史馆[26]

### 关联机构
- 瑞士公共卫生学院基金会
- 孔子学院
- 日内瓦国际关系及发展高等学院[27]
- 博塞神学院

## 教学研究
要就读学士学位课程，必须持有瑞士成熟文凭或日内瓦大学认为具有同等资格的中学文凭。如果学位不是用法语授课，申请人必须在9月初通过法语语言测试，该测试包括口语和书面理解测试以及一篇论证性写作。
日内瓦大学的学年从9月中旬到6月中旬，分为两个学期，每个学期都以考试结束，分别在1月初和6月初举行。考试时间为8月底和9月初，1月或6月考试不及格的学生可以补考。
2005年之前，大学没有统一的学位模式，取决于学院，有时甚至取决于系。一些学院采用法国的教育模式授予学位，但略有不同：半学士文凭（两年）、四分之三学士文凭（三年）、学士文凭（四年）、高等专业学习文凭和高等深入研究文凭（一至两年）和博士学位（三至五年）。2005年之后，日内瓦大学遵循博洛尼亚进程的要求：学士学位（三年）、硕士学位或高级研究硕士（一至两年）、博士学位（三至五年）。
日内瓦大学提供240多种文凭，包括约30个学士学位、70个硕士学位和78个博士学位，还提供200多个不同领域的继续教育课程。日内瓦大学的主要研究领域包括经济学、药学、生物医学、文学、生态学、环境科学、社会学、分子生物学、生物化学、生物信息学、粒子物理学、天体物理学及心理学等。

## 学生生活

### 体育
日内瓦大学体育局负责组织所有与体育相关的活动。每天都有免费体育课，只要出示学生证即可参加。与大学合作伙伴组织的其他课程需要支付少量费用。日内瓦大学是日内瓦大学篮球、室内足球、划船、羽毛球、户外足球锦标赛的举办地。该大学还派出球队参加瑞士大学羽毛球、室内足球、滑雪、篮球、击剑、足球、高尔夫、冰球、乒乓球和排球锦标赛。日内瓦大学还为希望同时追求高水平体育事业和学习的学生提供特殊课表。

### 社团
日内瓦大学校友会为其成员提供了数千人的网络，以及折扣奖品、特别活动、官方网络平台访问权等。日内瓦大学文学院校友会成立于1997年，宗旨是为文学院学生的职业融入做准备，建立文学院学生与职场之间的联系，并促进文学院的教育。

## 学术声誉
2023年，日内瓦大学在世界大学学术排名中位列世界第49位。在QS排名中位列世界第125位，在THE排名中位列世界第183位。2006年，《新闻周刊》将该大学列为世界第32位。
在分子生物学领域，日内瓦大学的研究影响力在1999-2009年间被泰晤士高等教育评为欧洲第4位。在物理学领域，世界大学学术排名将日内瓦大学列为欧洲大陆第3位和全球第15位。
2013年QS学科排名将日内瓦大学列为药学领域第21位和哲学领域第49位。日内瓦大学在国际教师数量方面排名世界第24位，在国际学生数量方面排名世界第20位。

## 交流合作
日内瓦大学是4EU+联盟、国际事务专业学院协会、欧洲研究型大学联盟、国际公立大学论坛、科英布拉集团和欧洲大学协会的成员。
借助日内瓦国际组织众多的便利条件，日内瓦大学与日内瓦的众多国际组织和非政府组织发展合作关系。通过与诸如国际劳工组织、世界卫生组织和联合国以及国际高等教育学院、Bossey神学院等建立的共同项目。此外，日内瓦国际大学网络（Réseau universitaire international de Genève）专门负责研究人员与各国际组织在人权、可持续发展等议题上的合作。
日内瓦大学的合作大学包括柏林自由大学、哈佛法学院、巴黎高等师范学院、都柏林圣三一学院、鹿特丹伊拉斯姆斯大学、布鲁塞尔自由大学、伦敦国王学院、麦吉尔大学、蒙特利尔高等商学院、渥太华大学、牛津大学、乌普萨拉大学、约翰斯·霍普金斯大学、密歇根大学、加州大学洛杉矶分校、悉尼大学、东京大学。

## 著名人物
日内瓦大学相关人物共获得13项诺贝尔奖和4项菲尔兹奖。

日内瓦大学诺贝尔奖得主
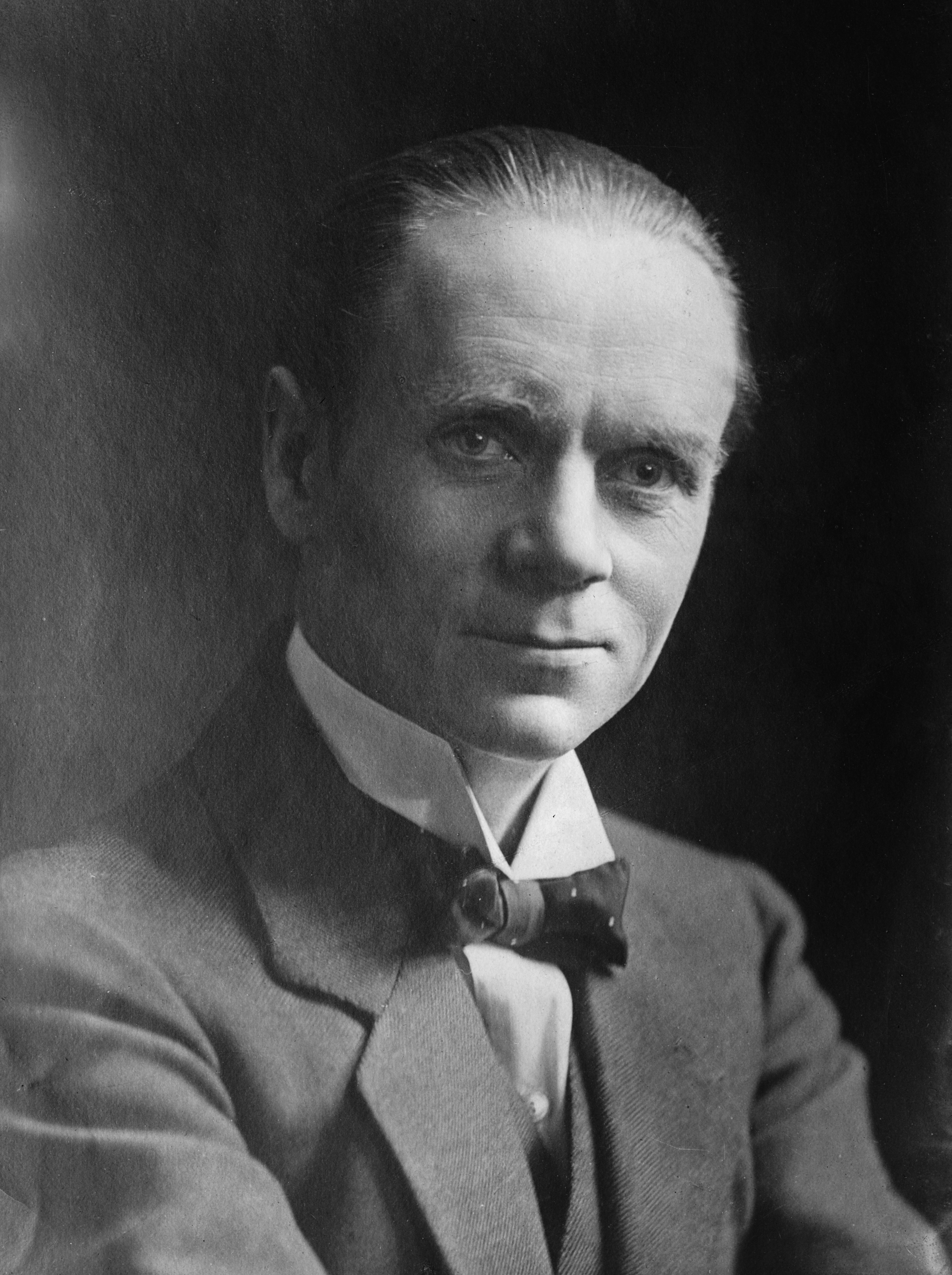
1933年诺贝尔和平奖得主诺曼·安吉尔爵士
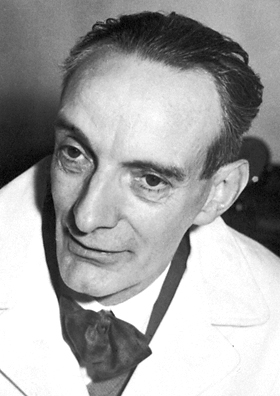
1957年诺贝尔医学奖得主达尼埃尔·博韦
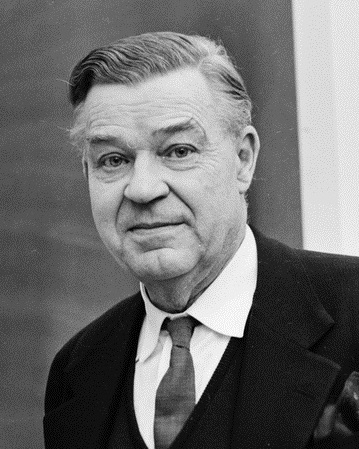
1974年诺贝尔经济学奖得主冈纳·默达尔
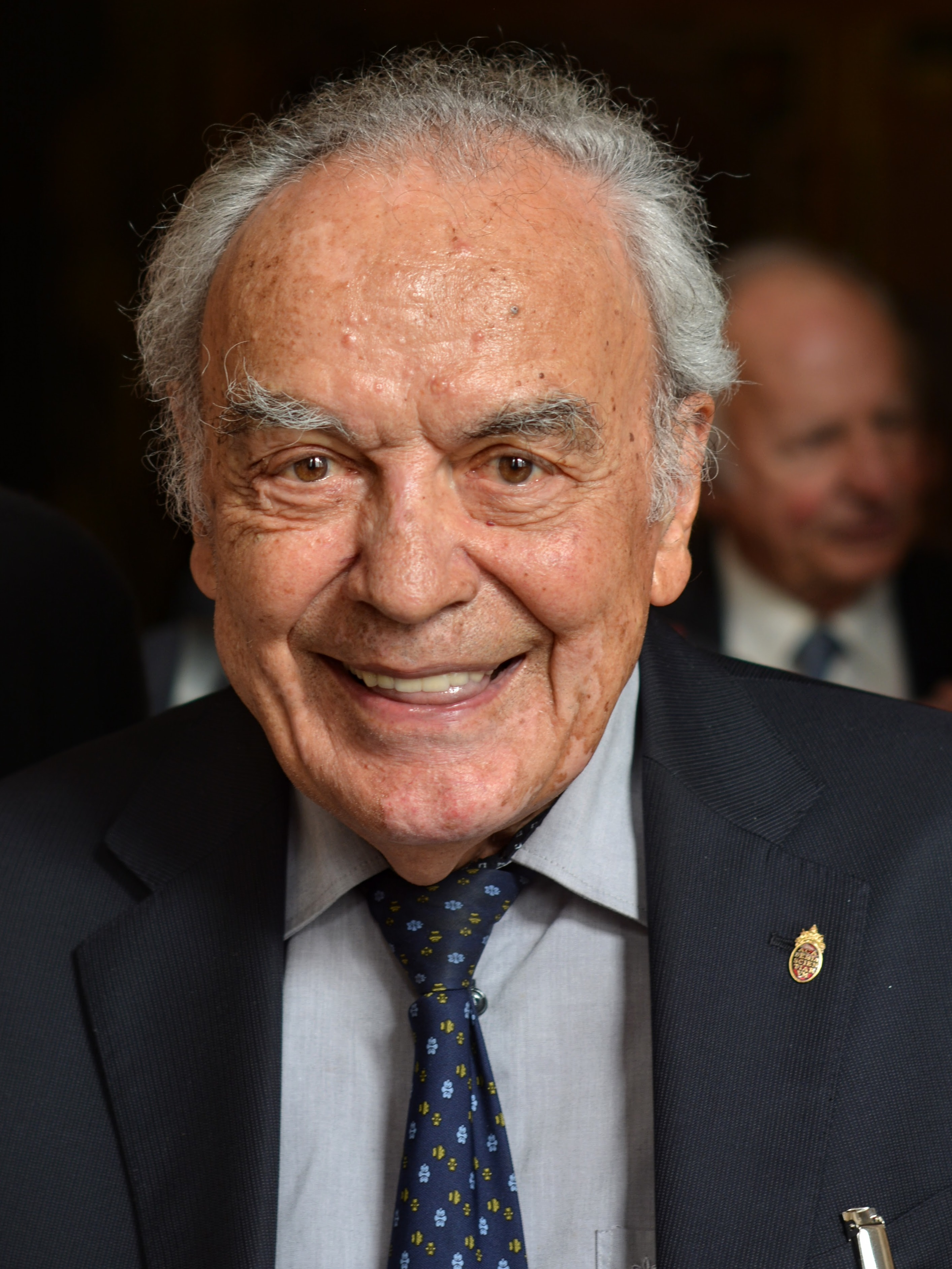
1978年诺贝尔医学奖得主沃纳·亚伯
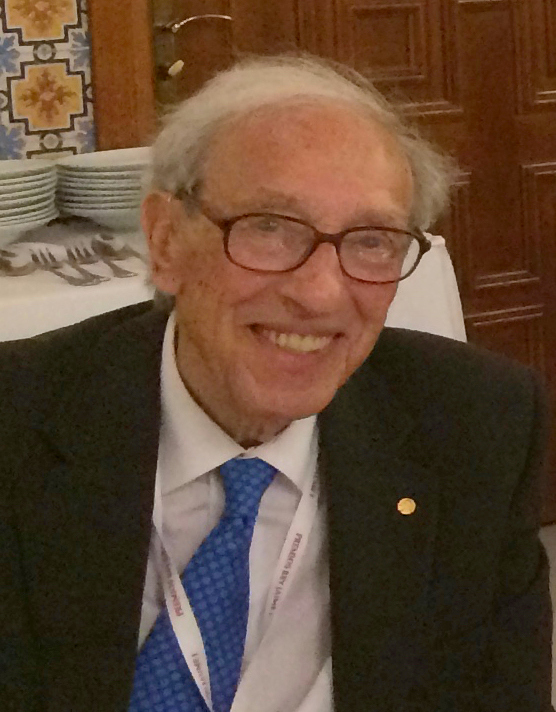
1992年诺贝尔医学奖得主埃德蒙·费希尔
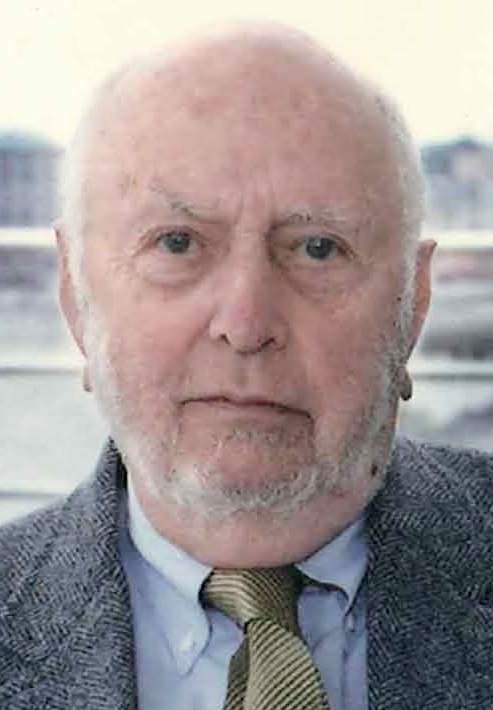
1993年诺贝尔经济学奖得主道格拉斯·诺斯
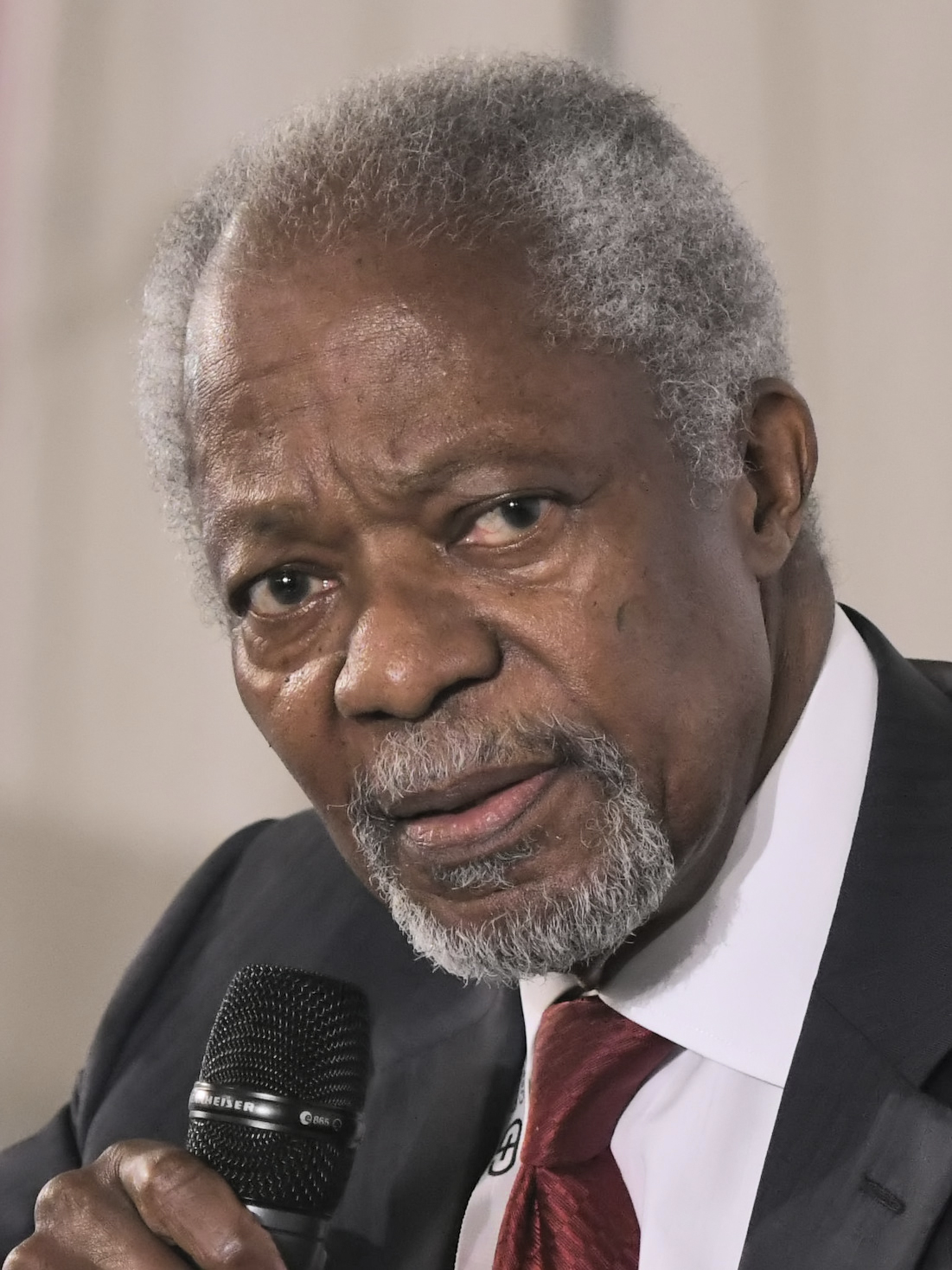
2001年诺贝尔和平奖得主科菲·安南
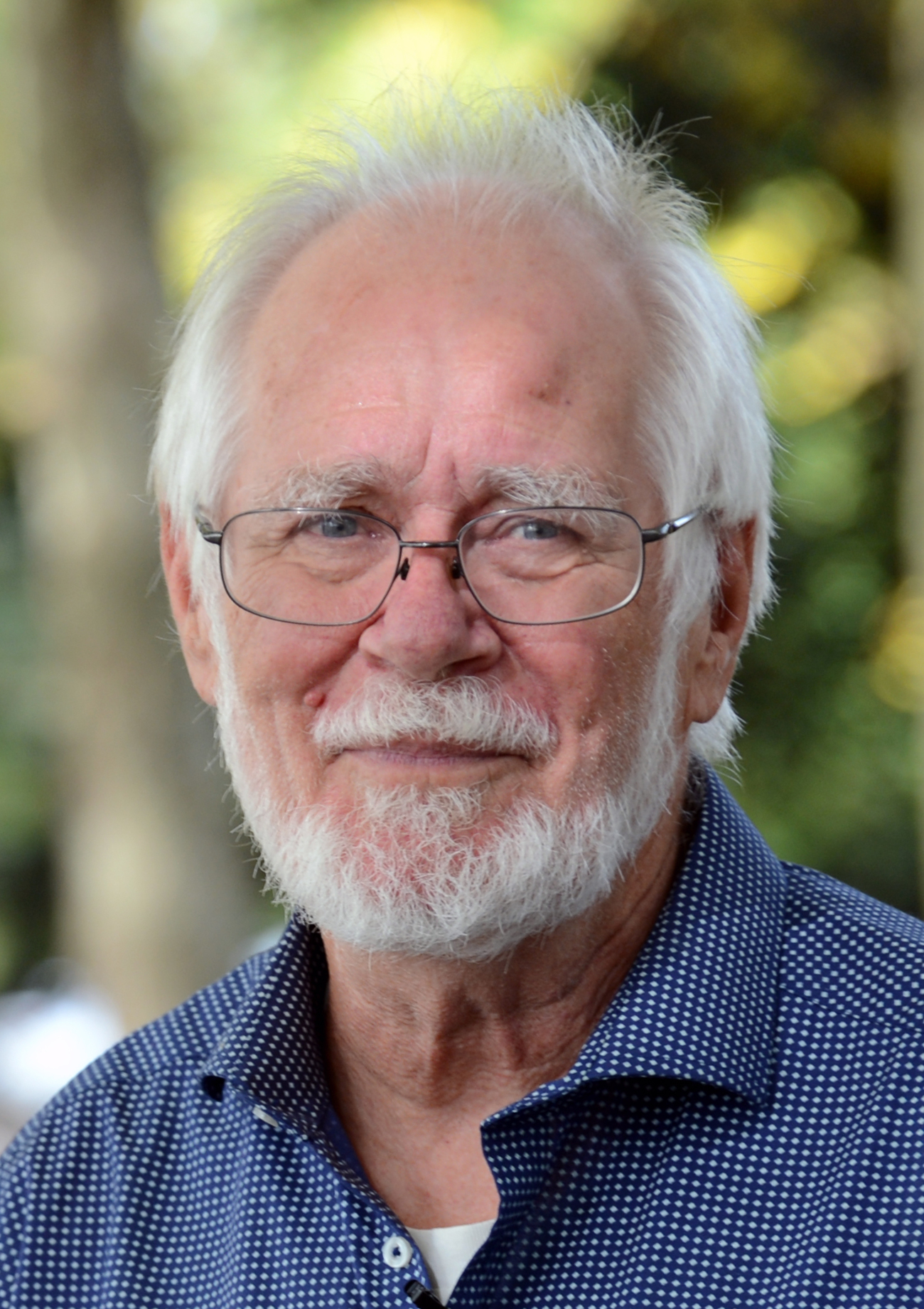
2017年诺贝尔化学奖得主雅克·杜博歇
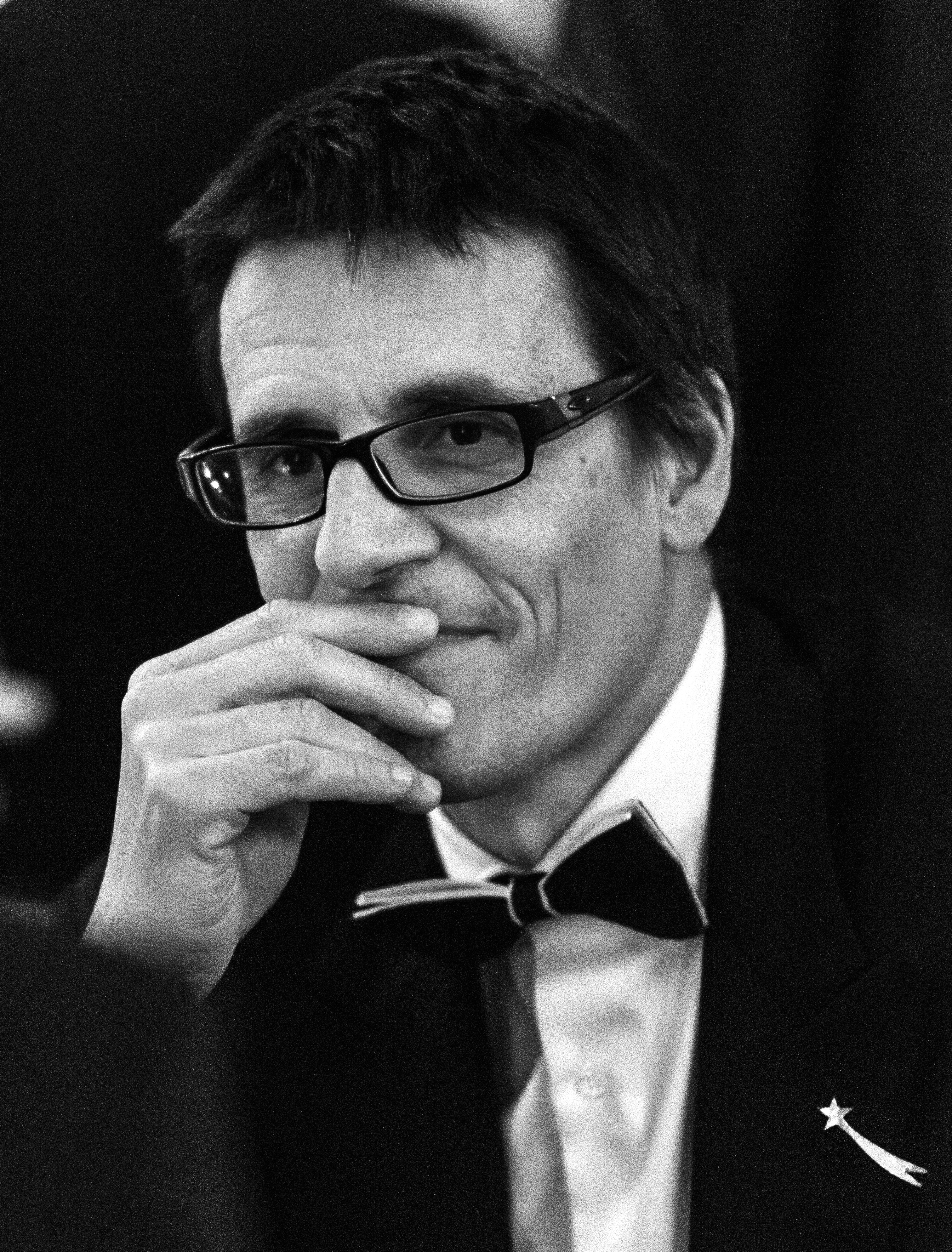
2019年诺贝尔物理学奖得主迪迪埃·奎洛兹
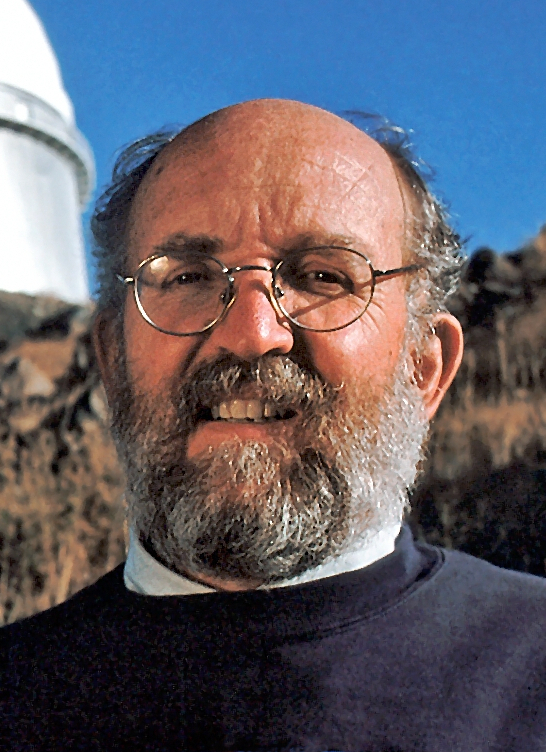
2019年诺贝尔物理学奖得主米歇爾·麥耶

### 教授
- 约翰·加尔文，加尔文教派创始人
- 泰奥多尔·德贝兹，宗教改革家
- 约翰·伯努利，瑞士数学家
- 加布里尔·克拉默，瑞士数学家
- 雅克·内克尔，路易十六时期财政总监
- 奧拉斯-貝內迪克特·德索敘爾，登山运动创始人
- 奧古斯丁·彼拉姆斯·德堪多，瑞士植物学家
- 鲁道夫·托普佛（Rodolphe Töpffer），现代漫画创始人之一
- 查尔斯·斯坦厄普，英國政治家和發明家
- 乔纳森·巴恩斯（Jonathan Barnes），英国哲学家
- 毕来德，瑞士汉学家
- 雷蒙·布东，法国社会学家
- 雅克·布弗莱斯，法国分析哲学家
- 米歇尔·布托尔，法国新小说派作家
- 帕斯卡·昂热尔（Pascal Engel），法国哲学家
- 阿尔贝·雅卡尔（Albert Jacquard），法国基因学家
- 汉斯·凯尔森，法律实证主义代表人物
- 汉斯·摩根索，国际关系学家
- 让·皮亚杰，瑞士裔法国儿童心理学家
- 弗迪南·德·索绪尔，现代语言学之父
- 克劳斯·施瓦布，瑞士经济学家
- 让·斯塔罗宾斯基，波兰裔瑞士批评家
- 喬治·史坦納，犹太裔比较文学和翻译理论家
- 哈伊姆·魏茨曼，第一任以色列总统
- 让·齐格勒（Jean Ziegler），联合国人权专家
- 斯坦尼斯拉夫·斯米尔诺夫，2010年菲尔兹奖得主
- 马丁·海雷尔，2014年菲尔兹奖得主

### 校友
- 若泽·曼努埃尔·巴罗佐，欧洲委员会主席
- 让·斯塔罗宾斯基，波兰裔瑞士批评家
- 米舍利娜·卡尔米-雷伊，瑞士联邦总统
- 露特·德莱富斯，瑞士联邦总统
- 克劳德·葛雷达（Claude Goretta），瑞士导演
- 桑德拉·卡尔涅婕（Sandra Kalniete），立陶宛政治人物
- 亨利大公，卢森堡大公
- 塞奇·莫斯科维奇（Serge Moscovici），罗马尼亚心理学家
- 克劳德·尼科里埃尔，首位瑞士籍宇航员
- 克劳德·皮龙（Claude Piron），瑞士心理学家
- 汉斯-格特·珀特林，欧洲议会议长
- 纳赛尔·穆罕默德·艾哈迈德·萨巴赫，科威特首相
- 薛寿生，新加坡南洋大學校長、澳門大學校長
- 张维为，复旦大学中国研究院院长